# Lumberton (Caroline du Nord)
Pour les articles homonymes, voir Lumberton.
La ville de Lumberton est le siège du comté de Robeson, situé en Caroline du Nord, aux États-Unis. Sa population s’élevait à 21 542 habitants lors du recensement de 2010, estimée à 21 040 habitants en 2017.

## Démographie
| 1870 | 1880 | 1890 | 1900 | 1910  | 1920  |
| ---- | ---- | ---- | ---- | ----- | ----- |
| 615  | 533  | 584  | 849  | 2 230 | 2 691 |

| 1930  | 1940  | 1950  | 1960   | 1970   | 1980   |
| ----- | ----- | ----- | ------ | ------ | ------ |
| 4 140 | 5 803 | 9 186 | 15 305 | 16 961 | 18 241 |

| 1990   | 2000   | 2010   | 2020   | - | - |
| ------ | ------ | ------ | ------ | - | - |
| 18 601 | 20 795 | 21 542 | 19 025 | - | - |

## Dans la fiction
L'action du film Blue Velvet de David Lynch est située dans la ville de Lumberton, où celle-ci est présentée comme la « capitale des bûcherons ». Toutefois, le tournage a eu lieu dans une autre ville de Caroline du Nord, Wilmington.

## Source
- (en) Cet article est partiellement ou en totalité issu de l’article de Wikipédia en anglais intitulé « Lumberton, North Carolina » (voir la liste des auteurs).